# Баженово (Бірський район)
Баже́ново (рос. Баженово, башк. Баженово) — село у складі Бірського району Башкортостану, Росія. Входить до складу Бахтибаєвської сільської ради.
Населення — 569 осіб (2010; 558 у 2002).
Національний склад:
- марійці — 46 %
- росіяни — 42 %